# رفع الجناح عما هو من المرأة مباح (كتاب)
رفع الجناح عما هو من المرأة مباح هو كتاب من تأليف الشيخ شهاب الدين أحمد بن عماد الأقفهسي، صاحب التصانيف الكثيرة في الفقه، وهو من علماء المسلمين في القرن الثامن الهجري، والكتاب في فقه النساء يشرح فيه ما للمرأة من حقوق وواجبات في الإسلام وما يباح لها في الشريعة الإسلامية، بأسلوب مميز يدل على علمية المؤلف ومدى اتساع معرفته بالفقه والعقيدة الإسلامية.